# Clorindo Testa
Clorindo Manuel José Testa (Nápoles, 10 de dezembro de 1923 – Buenos Aires, 11 de abril de 2013) foi um arquiteto e artista italiano nacionalizado argentino.
Graduado pela Faculdade de Arquitetura da Universidade de Buenos Aires em 1948, Testa foi um dos pioneiros do movimento brutalista da Argentina. Seu estilo arquitetônico sempre foi influenciado por sua natureza artística, e seus projetos são dominados pelos efeitos de cor, tensão, metáforas e plasticidade.

## Principais projetos

### 1950-1959
- Cámara Argentina de la Construcción
- Centro Vacacional Municipalidad Córdoba
- Templete Y Nichos Cementerio Chacarita
- Centro Cívico La Pampa, Casa De Gobierno Y Terminal
- Plan Regulador Buenos Aires
- Edificio Flota Fluvial del Estado
- Banco de Londres y Sudamérica

### 1960-1969
- Biblioteca Nacional da Argentina
- Instituto Di Tella
- Banco de Londres y América del Sur
- Harrods
- Casa Michel Robirosa
- Pabellón Argentino Feria Del Campo Madrid
- Casa Di Tella

### 1970-1979
- Hospital Italiano de Buenos Aires ampliación
- Escuela Oficiales De La Armada Argentina
- Museo Nacional Bellas Artes Montevideo, ampliación
- Ba.Na.De. (National Development Bank)
- Hospital Naval
- Casa Carabassa
- Centro Comercial Pinamar
- Centro Cívico La Pampa: Palacio Legislativo
- Banco Holandés Unido y Embajada Holanda
- Departamentos Esmeralda 1366
- Country Club “Macabi”
- Edificio Calle Rodríguez Peña
- Conjunto Residencial Torres Castex
- Plaza Hotel
- Central Hospital, Abidjan, Côte d'Ivoire.[2]
- Sanatorio Omint
- Casa Lacarra
- Casa Castiñheira

### 1980-1989
- Centro Cultural de Buenos Aires
- Torres Castex 1 Etapa
- Aerolíneas Argentinas. Simulador De Vuelo
- Torres Castex 2 Etapa
- Centro Cívico Sta. Rosa ampliación
- Atelier Clorindo Testa
- Centro Comercial Paseo De La Recoleta
- Casa Capotesta
- Banco Nación Sucursal de Carlos Paz, Córdoba
- Gimnasio Paseo Infanta
- La Perla Spa (Balneario La Perla)
- Torres Castex 3ª Etapa
- Casa La Tumbona
- Local del I.C.I
- Restaurante Japonés (paseo anfanta)
- Casa en Country Club San Diego

### 1990-1999
- Plaza Del Pilar- Bs. As. Design Center
- Casa en Martínez
- Locar para Interior Forma
- Auditorio Templo S.G.I.A.R.
- Caritas Guarderías y Escuelas Prototipo
- Stand Feria Libro
- Casa Verde
- Galeria Arte Altera
- Casa en barrio River Oaks- Maschwitz

### 2000-2009
- Casa en Stud en La Plata
- Departamento Di Tella
- Universidad Di Tella
- Hospital Quilmes
- Auditório da Universidade do Salvador
- Campus da Universidade Nacional de San Luis
- C. C. Fundación Konex
- Biblioteca Gobernación de La Pampa